# Illicium difengpium
Illicium difengpium är en tvåhjärtbladig växtart som beskrevs av B.N. Chang. Illicium difengpium ingår i släktet Illicium och familjen Schisandraceae. Inga underarter finns listade.